# Sân vận động Quốc gia Lào
Sân vận động Quốc gia Lào (tên chính thức là Sân vận động Anouvong, còn được gọi là Sân vận động Tỉnh Viêng Chăn) là một sân vận động đa năng ở Viêng Chăn, Lào. Sân được đặt tên theo Chao Anouvong, vua Viêng Chăn. Sân được sử dụng chủ yếu cho các trận đấu bóng đá. Sân vận động có sức chứa 20.000 người. Kể từ năm 2008, một số trận đấu của Giải bóng đá vô địch quốc gia Lào đã được tổ chức tại đây.